# 木薯饭
木薯飯（achɛkɛ） 是非洲科特迪瓦地区一道木薯制成的配菜。 这道菜由磨碎的木薯发酵而成。 还有一种干木薯饭，质地如蒸粗麦粉。 
木薯饭起源于科特迪瓦南部，是该国的传统日常食物。其制作方法在科特迪瓦和贝宁广为人知。在科特迪瓦，人们经常同时吃木薯饭与Kedjenou（一种经过长时间炖成的食物）。新鲜的木薯饭会迅速变质，应在24小时内食用。 易变质的特点阻碍了其从农村向城市流行。

## 制备方法
将木薯剥皮、磨碎，加入少量已发酵的木薯。将制成的糊状物发酵一两天。 发酵结束，天然木薯中大量存在的氢氰酸已被除去。把糊状物脱水、过滤、干燥。再蒸几分钟后就可以吃了。